# Arvo Pentti
Arvo Veikko Pentti  (né le 13 février 1915 à Hämeenkyrö et mort le 1er février 1986 à Hämeenkyrö) est un homme politique finlandais,,. 

## Biographie
Arvo Pentti est député Kesk de la circonscription du Nord de Turku du 22 juillet 1958 au 22 mars 1970.
Arvo Pentti participe à la dissimulation d'armes (fi) à Vammala dans le district de Satakunta du Sud. 
Il est détenu pendant 22 mois, après quoi il sera condamné à huit mois de probation.
Arvo Pentti est ministre de la Défense des gouvernements Karjalainen I (13.04.1962–17.12.1963), Virolainen (12.09.1964–26.05.1966),   Aura I (14.05.1970–14.07.1970)et Aura II (29.10.1971–22.02.1972),.
Il est directeur général du service de renseignements finlandais  de 1972 à 1978.

## Reconnaissance
- Chevalier de la Croix de Mannerheim, 1941